# Madre Trinidad Carreras Hitos
Trinidad Carreras Hitos (Monachil, Granada, 28 de enero de 1879-Madrid, 15 de abril de 1949) fue una monja católica española, fundadora de la Congregación de las Esclavas de la Santísima Eucaristía y de la Madre de Dios.
Se puede visitar a la Madre Trinidad en el colegio Madre De Dios de Madrid, donde la tienen en féretro.

## Biografía

### Infancia
M. Trinidad, nació en Monachil, pequeño pueblo de la Vega de Granada, el 28 de enero de 1879, y fue bautizada a los dos días de nacer, con el nombre de Mercedes. Era hija de Manuel Carreras y Filomena Hitos, familia profundamente cristiana.
Todavía muy niña, sufrió la pérdida de su madre quien encomendó sus hijos a la protección de la Virgen de los Dolores. Esta vivencia quedó grabada en Mercedes y, desde sus ocho años, no la abandonó jamás. La muerte de su madre cambió el rumbo de su vida, pues su padre y su abuela decidieron internar a Mercedes y a su hermana Pepita, en el colegio de Sta. Inés para que las religiosas atendieran a su educación. Allí permanece Mercedes hasta los catorce años, al principio con el deseo de «prepararse para hacerse cargo de su padre y hermanos».  Sin embargo en esos años, en el ambiente del convento, se va forjando su vocación religiosa.

### Vocación religiosa
Una vez de regreso en Monachil decide entrar a las capuchinas de S. Antón en Granada, orden contemplativa de gran austeridad y largos tiempos de oración. A pesar de la petición de su padre de retrasar la entrada, se fija la fecha para el 28 de julio de 1893. Desde el comienzo se somete a las austeridades de la Regla. Después de tres años de luchas y dificultades, la comunidad la acepta para que tome el hábito el 21 de noviembre de 1896, y recibe el nombre de sor Trinidad del Purísimo Corazón de María.

### Vida en San Antón y nueva llamada
Sus vivencias en la vida religiosa le van haciendo concebir algunas transformaciones en los monasterios: un noviciado común para los monasterios de Capuchinas y una abadesa general, como ya tenían los capuchinos, pero su afán fundamental era implantar la adoración permanente a la eucaristía y la participación en la sagrada comunión. Empezó a difundir entre las monjas la idea de solicitar la adoración perpetua, pero no tuvo éxito.
El 16 de julio de 1908, la comunidad la elige como abadesa en S. Antón. En 1912 y 1916 tuvo visiones que interpretó como peticiones divinas de implementar la adoración permanente a la eucaristía y establecer una nueva congregación. En 1920, fue elegida nuevamente abadesa; es en esta época cuando le surge la idea de acoger niñas a las que educar y acercar a la eucaristía.
A principios del año 1921, el arzobispo de Granada Vicente Casanova y Marzol visitó a la madre Trinidad y la animó a seguir adelante para lograr que las religiosas aceptaran la adoración permanente en San Antón. Al ver que las monjas seguían sin aceptar, la orientó a salir y le ordenó que redactase las constituciones para la Congregación de las Esclavas de la Santísima Eucaristía y de la Madre de Dios.
Así se fueron organizando las cosas para la nueva fundación: .
- 2 de diciembre de 1923 : Solicita de la Sta. Sede la autorización para fundar un monasterio en Chauchina - Granada.
- 24 de abril de 1924: Se puso la primera piedra de la nueva fundación, las obras finalizan en marzo de 1925 .

### Fundación y expansión
11 de abril de 1925: Salen para Chauchina las doce Religiosas, presididas por la M. Trinidad. Ellas constituían la primera Comunidad de Capuchinas Adoradoras. Era sábado santo.
La comunidad fue creciendo y el arzobispo le propuso a la madre Trinidad una nueva fundación en Berja (Almería). El carisma o forma de vida de la orden se definió en torno a los siguientes fundamentos:
- Espíritu de pobreza y sencillez
- Espíritu de adoración
- Dedicación a la educación de niños y jóvenes

Como consecuencia de la guerra civil española, la madre Trinidad traslada a sus monjas a Portugal, así la congregación se extiende también por este país.
En octubre de 1942, las constituciones son aprobadas ad experimentum  por siete años; la aprobación definitiva de la Santa Sede llegó mediante un telegrama el 10 de enero de 1949, cuando la fundadora ya se encontraba enferma de cáncer.

### Muerte
A pesar de la enfermedad terminal que mantuvo a la madre Trinidad en cama durante el final de su vida, no abandonó el proyecto de expansión de la congregación, esta vez por el continente americano. Murió el 15 de abril de 1949 en Madrid. A los trece años de su muerte, el 11 de abril de 1962, su cuerpo se descubrió incorrupto, y fue trasladado a la Casa General de la orden, en la calle Bueso Pineda 21, donde se ubicó junto a la Eucaristía. También allí se conservan, en el museo y archivos de la congregación, sus pertenencias y escritos.

## Actualidad de la congregación
Existen veintiséis comunidades religiosas de Esclavas de la Santísima Eucaristía, formadas por unas doscientas hermanas distribuidas por Europa (España y Portugal), África (Angola y Cabo Verde), América (México, Perú y Venezuela) y Asia (Timor Oriental)
Además de tener como misión primordial la adoración al Santísimo, realizan obras educativas y sociales con el objetivo de inculcar al mundo los valores cristianos. Son responsables de la educación de unos quince mil alumnos en todo el mundo. Al mismo tiempo, la congregación cuenta con ocho obras sociales propias con cientos de beneficiarios.

## Proceso de canonización
El 28 de enero de 1991 se abrió en Madrid la fase diocesana del proceso de canonización de la madre Trinidad, que tras diecisiete años de investigaciones se clausuró el 4 de octubre de 2008. Desde entonces, tras ser aprobada la documentación en la Santa Sede por la Congregación para las Causas de los Santos, se encuentra en elaboración la positio sobre las virtudes y se realizan distintas iniciativas para difundir su vida y fama de santidad.